# Подлєсся (Лузький район)
Подлєсся (рос. Подлесье) — присілок у Лузькому районі Ленінградської області Російської Федерації.
Населення становить 45 осіб. Належить до муніципального утворення Володарське сільське поселення.

## Історія
Згідно із законом від 28 вересня 2004 року № 65-оз належить до муніципального утворення Володарське сільське поселення.

## Населення
| 1838 | 1862 | 1958 | 1997 | 2007 | 2010 |
| ---- | ---- | ---- | ---- | ---- | ---- |
| 131  | ↘128 | ↘122 | ↘53  | ↘39  | ↗45  |